# خورشیدگرفتگی ۲۳ اوت ۲۰۴۴
خورشیدگرفتگی ۲۳ اوت ۲۰۴۴ (به انگلیسی: Solar eclipse of August 23, 2044) یک خورشیدگرفتگی از نوع خورشیدگرفتگی کامل است. این خورشیدگرفتگی در تاریخ ۲۳ اوت ۲۰۴۴ میلادی (‎۲ شهریور ۱۴۲۳ خورشیدی) روی خواهد داد که زمان اوج آن، ساعت ۱:۱۷:۰۲ به‌وقت ساعت هماهنگ جهانی است. مدت زمان و طول این خورشیدگرفتگی ۲ دقیقه و ۴ ثانیه خواهد بود.